# Спиридон (Литвинович)
Спиридон Литвинович (6 декабря 1810, Дрищев — 4 июня 1869, Львов) — епископ Украинской Греко-Католической Церкви, с 5 мая 1864 года — митрополит Галицкий и Архиепископ Львовский — предстоятель Украинской Греко-Католической Церкви. Заседал в Галицком сейме как вирилист (представитель духовенства) в течение 1861—1869 годов. Был вице-маршалом сейма, членом Государственного совета Австрийской империи, послом и вице-президентом Австрийского Рейхсрата (1861—1864).

## Биография
Родился в семье священника Дрищева. Учился в Бережанской гимназии и на богословских факультетах Львовского и Венского университетов. В 1835 году был рукоположен в сан священника (иерей). В 1835—1840 годах учился в высшем духовном заведении св. Августина в Вене, где получил степень доктора богословия. Вернувшись во Львов, стал проповедником Собора св. Юра во Львове, позже — катехит гимназии в Черновцах, а с 1848 года — настоятель храма св. Варвары в Вене.
В 1852 году назначен первым ректором вновь созданной Центральной духовной греко-католической семинарии в Вене. После смерти митрополита Михаила Левицкого 1858—1860 — временный администратор Галицкой греко-католической митрополии. Принимал активное участие в общественно-политической жизни Галиции, отстаивал права украинского населения края, поддерживал проект его раздела на две отдельные административные единицы — западную (польскую) и восточную (украинскую).
Заседал в Галицком сейме как вирилист (представитель духовенства) в течение 1861—1869 годов. Был вице-маршалом сейма, членом Государственного совета Австрийской империи, послом и вице-президентом Австрийского Рейхсрата (1861—1864). В 1863 году сменил на митрополичьем престоле Григория Яхимовича, был поименован Галицким митрополитом. Решительно выступал против попыток высшего польского духовенства подчинить греко-католического митрополита польском архиепископу. Автор патриотических стихов, в частности, слов к популярной старогалицкой песне «Русский молодец» («Я счастливый, что русскую мать имею»). Большой заслугой Спиридона Литвиновича было принятие в 1863 году «Конкордии» (с лат. concordia — «согласие») с римско-католической церковью — соглашения, которое стало препятствием в полонизации Галиции. Провёл процесс канонизации Иосафата Кунцевича.
В 1866 году самоустранился от политики, поскольку «возлагал все свои надежды на Вену, а Вена на наши притязания не отзывается» и таким образом «украинские депутаты потеряли скоро свой политический смысл» (по словам Константина Левицкого).
Умер во Львове, был похоронен на Городецком кладбище, в 1880 году его останки вместе с останками другого митрополита Григория Яхимовича были перенесены на Лычаковское кладбище.